# Keiko Matsui
Keiko Matsui (松居慶子, Matsui Keiko, geboortenaam: 土居, Keiko Doi) (Tokio, 26 juli 1961) is een Japanse pianiste en componiste in de genres smooth jazz, jazz-fusion, en new age. Haar muzikale carrière omvat meer dan 40 jaar, waarin ze twintig cd's en diverse compilaties heeft uitgebracht.

## Carrière
Matsui werd geboren als Keiko Doi in Tokio, Japan. Ze begon op vijfjarige leeftijd al met pianospelen, en bleef dit nog lange tijd studeren volgens Japanse traditie. Haar interesse ging voornamelijk uit naar jazzmuziek.
Op 17-jarige leeftijd werd Doi uitgekozen als opnameartiest voor Yamaha Music. Ze ging bij de jazz-fusiongroep Cosmos, die zeven albums opnam. Twee jaar later werd ze naar de Verenigde Staten gestuurd, en nam daar haar debuutalbum, A Drop of Water op met producent Kazu Matsui.
In de jaren 90 nam haar succes toe in de hitlijsten. Haar album Sapphire bereikte de tweede plek in de Contemporary Jazz Albums-lijst van Billboard.

## Discografie
- A Drop of Water (1987)
- No Borders (1989)
- Under Northern Lights (1989)
- Night Waltz (1991)
- Cherry Blossom (1992)
- Doll (1994)
- Sapphire (1995)
- Dream Walk (1996)
- Full Moon & the Shrine (1998)
- Keiko Matsui Live (1999, livealbum)
- Whisper from the Mirror (2000)
- Deep Blue (2001)
- The Light (2002)
- Ring (2002)
- The Piano (2003)
- White Owl (2003, livealbum)
- Wildflower (2004)
- Spring Selection (2004)
- Walls of Akendora (2005, cd & dvd)
- Moyo (Heart & Soul) (2007)
- The Road... (2011)
- Soul Quest (2013)
- Journey to the Heart (2016)
- Echo (2019)